# Торральба-де-Арагон
Торральба-де-Арагон (ісп. Torralba de Aragón) — муніципалітет в Іспанії, у складі автономної спільноти Арагон, у провінції Уеска. Населення — 113 осіб (2009).
Муніципалітет розташований на відстані близько 320 км на північний схід від Мадрида, 24 км на південь від Уески.

## Демографія
Динаміка населення (INE ):